# Seitokai Yakuindomo
Seitokai Yakuindomo (生徒会役員共 lit. Los miembros del consejo estudiantil?) es una serie de manga en formato yonkoma escrita e ilustrada por Tozen Ujiie. Fue serializada en la revista Magazine Special de Kodansha en 2007 y se publicó hasta julio de 2008, donde luego sería transferida a Weekly Shōnen Magazine, donde se reanudó su publicación en septiembre del mismo año y actualmente sigue publicándose. Los capítulos son recopilados y publicados en volúmenes por Kodansha, actualmente hay veintidós volúmenes lanzados hasta enero de 2022 en Japón.
Una adaptación a serie anime de trece episodios fue producida por GoHands y comenzó a transmitirse en Japón en TV Kanagawa el 26 de septiembre de 2010, seguida de una serie de 8 OVA's que se tratan como los capítulos desde el número 14 en adelante. Una segunda temporada fue anunciada y se emitió en enero de 2014. También se emitió simultáneamente vía web en Crunchyroll.
Una película de anime se estrenó en julio de 2017 y una segunda película de anime estaba programada para estrenarse en julio de 2020, pero se retrasó hasta enero de 2021 debido a la pandemia de COVID-19. En América del Norte, la serie de anime tiene la licencia de Sentai Filmworks.

## Argumento
Takatoshi Tsuda es un adolescente japonés común, quien se une a una escuela que anteriormente había sido exclusiva para mujeres, donde es forzado a unirse al consejo estudiantil como vicepresidente y representante masculino. Se encuentra agobiado por el constante trabajo debido a su puesto en el consejo, teniendo además que soportar las pervertidas conversaciones de las demás integrantes de este y alumnas del colegio.

## Personajes

### Principales
Takatoshi Tsuda (津田 タカトシ, Tsuda Takatoshi?)
 Seiyū: Shintarō Asanuma
Personaje principal de la historial.
Opta por asistir a una escuela en la que antiguamente solo iban mujeres, simplemente por el hecho de estar cerca de su casa.  En el primer día en la escuela, es forzado a unirse al Consejo Estudiantil como vicepresidente y representante masculino.
Shino Amakusa (天草 シノ, Amakusa Shino?)
 Seiyū: Yōko Hikasa
Presidenta del consejo estudiantil y estudiante de segundo año. Es seria y diligente, además de talentosa en la mayoría de las cosas, y muy popular entre los estudiantes. Sin embargo, casi siempre está pensando en cosas pervertidas, declarando incluso que una de sus principales razones para estar interesada en Takatoshi es su curiosidad sobre la información excluida de las clases de sexualidad. Padece de acrofobia y entomofobia y tiene un complejo sobre su pecho, agravado por el hecho de que Aria, su mejor amiga, está mejor dotada que ella. 
Aria Shichijō (七条 アリア, Shichijō Aria?)
 Seiyū: Satomi Satō
Estudiante de segundo año, secretaría del consejo estudiantil y mejor amiga de Shino. Es bastante madura físicamente, y proviene de una familia adinerada. Sin embargo, tiende a seguir las mismas ideas pervertidas que Shino, posiblemente más aún, y parece especialmente interesada en el exhibicionismo y usa esa característica para hacerles bromas de doble sentido con muestreo, la esclavitud y el bondage. Suele andar sin ropa interior. Ella es un poco cabeza hueca a veces, como consecuencia de ser una persona rica y mimada. En ocasiones menciona (e incluso en una ocasión lo demuestra) llevar puesto un cinturón de castidad.
Suzu Hagimura (萩村 スズ, Hagimura Suzu?)
 Seiyū: Sayuri Yahagi
Estudiante de primer año, tiene 16 años de edad (cumple los 17 durante el manga). Destacada por ser una de las más inteligentes estudiantes con un CI de 180, puede realizar mentalmente cálculos aritméticos de 10 dígitos, y habla con fluidez varios idiomas, incluyendo el inglés. Tesorera del consejo estudiantil, y es la de mayor madurez mental de entre los personajes, no obstante, es muy sensible acerca de su cuerpo, puesto que presenta el aspecto de una estudiante de primaria. Muchos de los chistes involucran su aspecto infantil o su falta de altura, lo que le causa cólera cada vez que lo mencionan. Esto se demuestra en las situaciones donde varios personajes están conversando, se muestra sólo la parte superior de su cabeza, y un texto que dice "Suzu's Head" (スズ ヘッド, Suzu Heddo?, lit. "Cabeza de Suzu")  y flechas (↓↓) señalando dónde está. Tiene un gran temor a lo paranormal, asustándose con facilidad en la oscuridad y al escuchar relatos de espíritus.

### Secundarios
Kotomi Tsuda (津田 コトミ, Tsuda Kotomi?)
 Seiyū: Asami Shimoda
La hermana menor de Takatoshi, que también termina asistiendo a Osai por su proximidad a su casa. Ella es considerada y compasiva hacia los demás, pero es curiosa y entusiasta acerca de temas sexuales, hasta el punto de comportarse y hablar de manera similar a Shino. Ella es muy cercana a su hermano, pero muchas veces lanza comentarios que dan a malentender que tienen una relación incestuosa, incomodando a Takatoshi. Se lleva muy bien con las otras chicas del consejo estudiantil, y con frecuencia pide y recibe ayuda de ellas.
Ranko Hata (畑 ランコ, Hata Ranko?)
 Seiyū: Satomi Arai
La jefa del club de periodismo de la escuela, que tiene la costumbre de tomar fotos de los miembros del consejo estudiantil, por lo general sin el consentimiento de los que están siendo fotografiados, para posteriormente publicar noticias falsamente sensacionalistas. Cuando realiza una entrevista, retuerce el sentido de las respuestas a algo sucio o perverso, con Tsuda como un objetivo frecuente. Tiene una voz inexpresiva y monótona (con la típica forma de hablar de los periodistas), que contrasta fuertemente con el temperamento animoso de las otras chicas.
Naruko Yokoshima (横島 ナルコ, Yokoshima Naruko?)
 Seiyū: Yū Kobayashi
Una profesora de la Academia Osai, que pasa a ser el asesor del consejo estudiantil. Ella es increíblemente pervertida, incluso más que Aria y Shino, y es sexualmente agresiva con los hombres jóvenes, incluyendo en su acoso a sus estudiantes varones. Ella es a menudo descrita como poco fiable e inútil como un educador, además como ya ha pasado de los 30 años se encuentra frustrada sabiendo que muchas de sus estudiantes de ciclos pasados ya se han casado.
Mutsumi Mitsuba (三葉 ムツミ, Mitsuba Mutsumi?)
 Seiyū: Chiaki Omigawa
La líder del club de judo de la escuela, y compañera de Takatoshi. Es alegre y animosa, muchas veces contagiando su estado de ánimo a los demás. Es una peleadora muy fuerte y hábil, y muy dedicada al liderar su club, pero también es muy ingenua. A pesar de su notable potencial en las artes marciales, afirma que su sueño es simplemente ser una novia. Ella es amable e inocente, a menudo interpretando mal (para bien) los comentarios pervertidos de Aria y Shino. Ella se enamora inadvertidamente de Takatoshi, incluso en una ocasión combina sus nombres en una pizarra , Mutsumi (ムツミ?), con el apellido de Takatoshi, Tsuda (津田?).
Nakazato Chiri (中里 チリ, Nakazato Chiri?)
 Seiyū: Yukika Teramoto
Una poco femenina amiga de Mutsumi, es una de las fundadoras originales del Club de Judo. Tiende a corregir a Mitsuba pero esta la detiene o interrumpe a la mitad de la corrección.
Kaede Igarashi (五十嵐 カエデ, Igarashi Kaede?)
 Seiyū: Emiri Katou
La presidenta de la comisión disciplinaria en la Academia Osai, que tiene un fuerte sentido de la justicia y de la moral. Padece una extrema androfobia (miedo a los hombres), aunque con el tiempo excluye de su fobia a Takatoshi, conversando de forma normal con él, e incluso llegando a sostener su mano sin problemas.
Sayaka Dejima (出島 サヤカ, Dejima Sayaka?)
 Seiyū: Mutsumi Tamura
Doncella personal de Aria, una chef experta que disfruta especialmente de lavar la ropa. Ella es muy protectora de Aria, siendo la guardiana de la llave de su cinturón de castidad. Tiene un fetiche con cualquier cosa que Aria toque o use, así como con la ropa interior sucia en general.
Nene Todoroki (轟 ネネ, Todoroki Nene?)
 Seiyū: Hekiru Shiina
Una miembro del Club de Investigación de Robótica que le encanta construir robots complejos y vibradores y por lo general usa uno durante todo el día. Ella es una amiga personal de Suzu. Con frecuencia ofrece sus juguetes sexuales a otros personajes, aunque ella realmente lo hace para ayudar a que se sientan mejor.
Kaoru Toki (時さん, Toki Kaoru?)
 Seiyū: Miho Hino
La primera amiga que Kotomi hizo al entrar en la escuela secundaria. Tiene un aspecto antisocial, se ve y habla como una delincuente (suele llamar "Aniki" a Takatoshi), pero en realidad su personalidad no es rebelde ni violenta, sino que muy torpe y distraída; de hecho, la única razón por la que usa su camisa suelta es porque un día accidentalmente la metió dentro de su ropa interior, dejándola expuesta a la vista, y aún se avergüenza de ello. Llega tarde a sus citas con Kotomi y los demás (algo muy mal visto en Japón) porque sumado a su natural torpeza, carece del sentido de la orientación, extraviándose en todas partes, incluso al interior del colegio. Es amable y educada, cediendo su asiento en el transporte público a los ancianos y botando la basura donde corresponde. Posteriormente se une al club de Judo, ganándose el reconocimiento de Mutsumi, quien la pone al frente de las demás integrantes.
Chihiro Uomi (鱼见, Uomi Chihiro?)
 Seiyū: Chiwa Saito
Apodada "Womin". Es la presidenta del consejo estudiantil de la cercana Escuela Secundaria Eiryou. Ella visita con frecuencia al consejo estudiantil de la escuela Ōsai para intercambiar ideas. Es inexpresiva, de personalidad calmada y amable, pero de mentalidad pervertida. Ella y Shino descubren que son muy parecidas en su forma de pensar y desde entonces se llevan bien. Saluda a Suzu al estilo occidental con un abrazo, aunque esto es sólo una excusa para notar si Suzu lleva o no puesto sostén. Se convirtió en pariente de Takatoshi después de un matrimonio entre parientes de ambos, y a partir de entonces insiste en que Takatoshi y Kotomi la llamen con honoríficos familiares tales como "Onee-chan" (hermana mayor) mientras ella los nombra como "Taka-kun" y "Kotomi-chan" respectivamente. Ella demuestra estar interesada en Takatoshi, logrando tener bastante cercanía con él, incluso volviéndose un visitante frecuente en su casa, lo que causa celos en las demás chicas.
Misaki Amano (天野 ミサキ Misaki Amano?)
 Seiyū: Yukika Teramoto
Una amiga de la infancia de Shino que está muy familiarizada con su retorcida manera de pensar, participando en el pasado en una organización de su escuela primaria, donde Shino también fue presidenta. Misaki parece ser tan ecuánime como Takatoshi.
Nozomi Mori (森 ノゾミ, Mori Nozomi?)
Seiyū: Sumire Uesaka
Es una estudiante de segundo año de la escuela secundaria Eiryou y la vicepresidenta de su consejo estudiantil, siendo la equivalente de Takatoshi, actúa como la integrante seria del consejo estudiantil. Ella ve a su contraparte de Osai cómo alguien agradable con quien estar, ya que ninguno tiene que comportarse de forma seria con el otro.

## Media

### Manga
Seitokai Yakuindomo fue un manga cómico de formato yonkoma escrito e ilustrado por Tozen Ujiie. El manga tuvo una serialización en junio de 2007 en la revista Magazime Special, perteneciente a Kodansha y se publicó en esa revista hasta julio de 2008, donde después fue transferida a publicarse en Weekly Shōnen Magazine, de la misma empresa, iniciándose con la trigésimo cuarta edición de 2008 vendido en septiembre. El primer volumen tankōbon fue lanzado el 12 de agosto de 2008 bajo la imprenta de Kodansha, Shōnen Magazine KC, hasta enero de 2022 se han publicado 22 volúmenes.
| N.º | Fecha de lanzamiento     | ISBN original          |
| --- | ------------------------ | ---------------------- |
| 1   | 12 de agosto de 2008     | ISBN 978-4-06-384030-8 |
| 2   | 15 de mayo de 2009       | ISBN 978-4-06-384142-8 |
| 3   | 15 de enero de 2010      | ISBN 978-4-06-384240-1 |
| 4   | 17 de agosto de 2010     | ISBN 978-4-06-384347-7 |
| 5   | 15 de abril de 2011      | ISBN 978-4-06-384479-5 |
| 6   | 17 de noviembre de 2011  | ISBN 978-4-06-384585-3 |
| 7   | 17 de julio de 2012      | ISBN 978-4-06-384710-9 |
| 8   | 15 de febrero de 2013    | ISBN 978-4-06-384817-5 |
| 9   | 17 de octubre de 2013    | ISBN 978-4-06-358443-1 |
| 10  | 16 de mayo de 2014       | ISBN 978-4-06-395093-9 |
| 11  | 17 de febrero de 2015    | ISBN 978-4-06-395324-4 |
| 12  | 17 de septiembre de 2015 | ISBN 978-4-06-395485-2 |
| 13  | 15 de abril de 2016      | ISBN 978-4-06-395648-1 |
| 14  | 16 de diciembre de 2016  | ISBN 978-4-06-395826-3 |
| 15  | 15 de septiembre de 2017 | ISBN 978-4-06-510186-5 |
| 16  | 16 de marzo de 2018      | ISBN 978-4-06-511062-1 |
| 17  | 17 de abril de 2019      | ISBN 978-4-06-514882-2 |
| 18  | 16 de agosto de 2019     | ISBN 978-4-06-516230-9 |
| 19  | 17 de septiembre de 2020 | ISBN 978-4-06-520596-9 |
| 20  | 17 de marzo de 2021      | ISBN 978-4-06-522218-8 |
| 21  | 17 de agosto de 2021     | ISBN 978-4-06-524484-5 |
| 22  | 17 de enero de 2022      | ISBN 978-4-06-526597-0 |

### Anime
Una adaptación a anime producida por GoHands y dirigida por Hiromitsu Kanazawa, salió al aire en Japón entre el 3 de julio y el 26 de septiembre de 2010 en TV Kanagawa. El anime salió al aire días después en Chiba TV, TV Saitama, Sun TV, KBS, Tokyo MX, TV Aichi, y AT-X. Dos piezas musicales fueron usadas en el anime, el opening de la 1ª temporada fue "Yamato Nadeshiko Education" (大和撫子エデュケイション Yamato Nadeshiko Edyukeishon]?) por Tripling Bookling, que es un grupo de personajes del trabajo previo del autor de la obra, Idol no Akahon, cuyas voces son Yōko Hikasa, Satomi Satō and Sayuri Yahagi—voces de Shino, Aria y Suzu. El tema del ending es "Aoi Haru" (蒼い春?) por Angela. Seis volúmenes de la primera temporada de DVD en formato Blu-ray fueron lanzados entre el 4 de agosto y el 4 de octubre de 2010 . Ciertas escenas en el anime han sido censuradas en la versión de TV, pero no en los lanzamientos BD/DVD, habiendo una opción para desactivar la mayoría de las escenas censuradas [cita requerida]. Una serie de OVA's han sido insertadas como bonus en las compras de ediciones limitadas de los volúmenes manga, junto con el quinto volumen lanzado el 15 de abril de 2011 . Las OVA's fueron lanzadas con ediciones limitadas de manga y se vendieron en puestos, así como también exposiciones de video. Estos también fueron producidos por GoHands y los episodios fueron enumerados como si continuara la serie de televisión. Una segunda temporada del anime titulada Seitokai Yakuindomo ＊ (生徒会役員共＊?), estrenada el 14 de enero de 2014 Fue transmitido simultáneamente junto a la plataforma Crunchyroll con subtítulos en inglés y español. El Opening de la segunda temporada es Hanasaku☆Saikyō Legend Days (花咲く☆最強レジェンドDays Hanasaku☆Saikyō Rejendo Deisu?), interpretado por Triple Bookling y el ending es Mirai Night (ミライナイト Mirai Naito?)
Un show radial por internet titulado Anime 'Seitokai Yakuindomo' ga Zenbu Wakaru Radio, Ryakushite Zenra! (アニメ『生徒会役員共』が全部わかるラジオ、略して全ラ!?), producida por Animate TV fue transmitida en línea el 14 de julio de 2010 como apoyo de la serie de TV . El show no tiene muchas emisiones, porque los miembros del reparto de las voces toman turnos para emitir el show toda la jornada.